# Musée naval royal du Danemark
Le Musée naval royal du Danemark (en danois : Orlogsmuseet) est un musée consacré à l'histoire de la marine royale danoise. Les expositions comprennent une collection de modèles navals qui remonte à la fin du XVIIe siècle. Le musée est situé au Søkvæsthuset (en), un ancien hospice naval qui surplombe le canal Christianshavn.
Le musée est une branche du musée d'histoire militaire qui comprend également le musée Tøjhus à Slotsholmen et deux navires-musées, la frégate HDMS Peder Skram, le sous-marin côtier HDMS Sælen et le navire d'attaque rapide HDMS Sehested, tous trois situés à Holmen.

## Historique

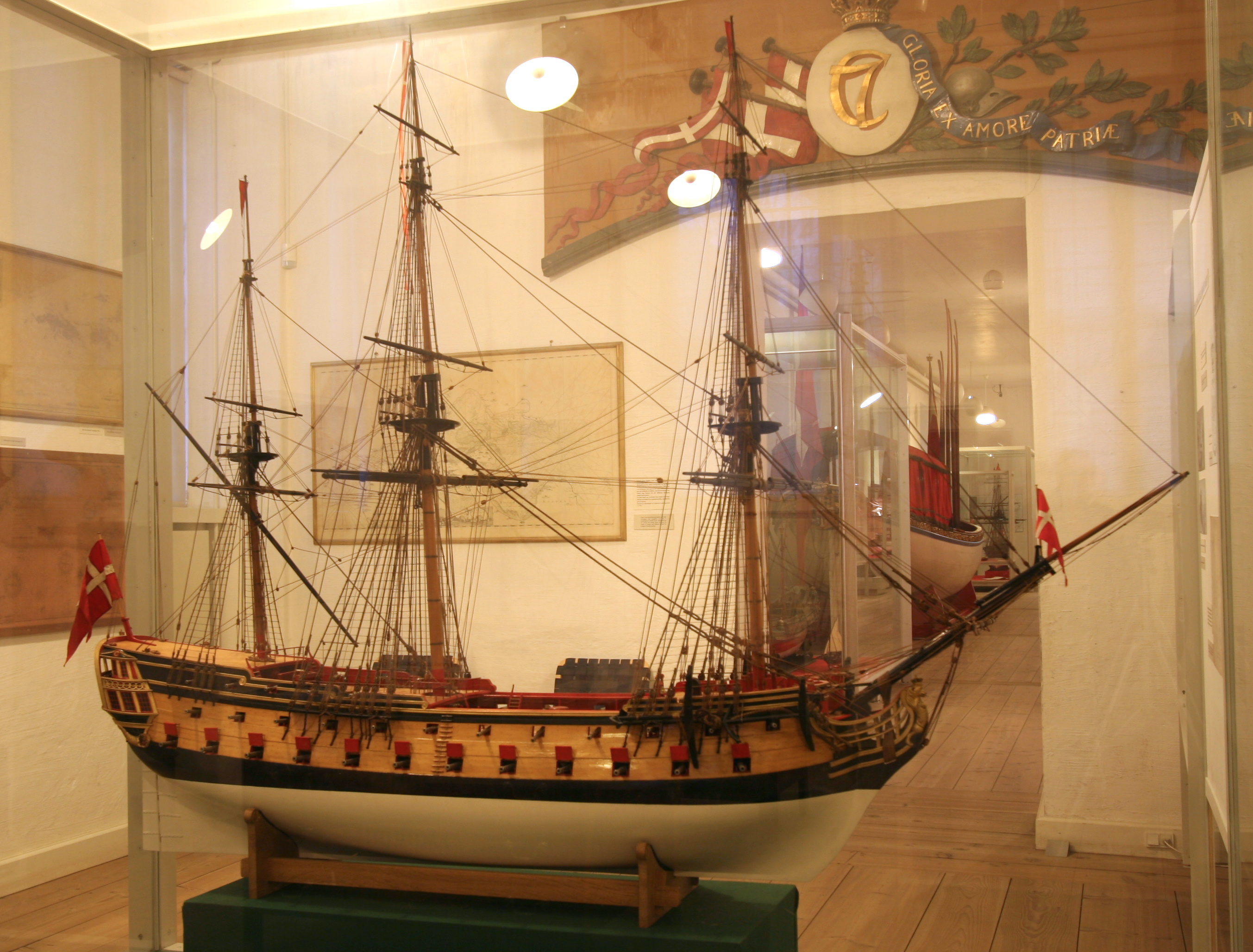
Maquette du Holsteen.

Le musée retrace son histoire à la fondation de la Royal Model Collection qui remonte au XVIIe siècle quand il est devenu pratique courante de construire des modèles réduits de navires, ou des modèles détaillés de leurs composants ou de leurs accessoires, dans le cadre de la construction navale. En 1773, la collection fut installée à Gammelholm (en) mais passa plus tard dans l'oubli. Les années 1830 virent un regain d'intérêt pour les maquettes de navires, à la fois historiques et nouvelles, et la collection fut finalement réinstallée en 1862. En 1894, un nouveau bâtiment pour la Royal Model Collection fut construit à Holmen.
En 1940, la collection est évacuée et mise en stock par crainte d'être détruite en cas d'attaque allemande contre la marine danoise. Après la Libération en 1945, son bâtiment avait été utilisé à d'autres fins. Le musée a été fondé en 1957 à l'initiative du vice-amiral A.H. Vedel et a trouvé une résidence temporaire dans l' église Saint-Nicolas. En 1974, une succursale du musée a ouvert au château de Valdemar sur l'île de Tåsinge, qui se concentrait principalement sur l'amiral Niels Juel (1629-1697) qui avait possédé le domaine au milieu du XVIIe siècle. En 1984, les locaux temporaires de Saint-Nicolas ont fermé et l'exposition a déménagé dans un bâtiment à Christianshavn Rampart à Christianshavn. En 1884, l'aile sud du Søkvæsthuset est mise à la disposition du musée qui rouvre ses nouveaux locaux le 4 octobre 1989.

## Galerie

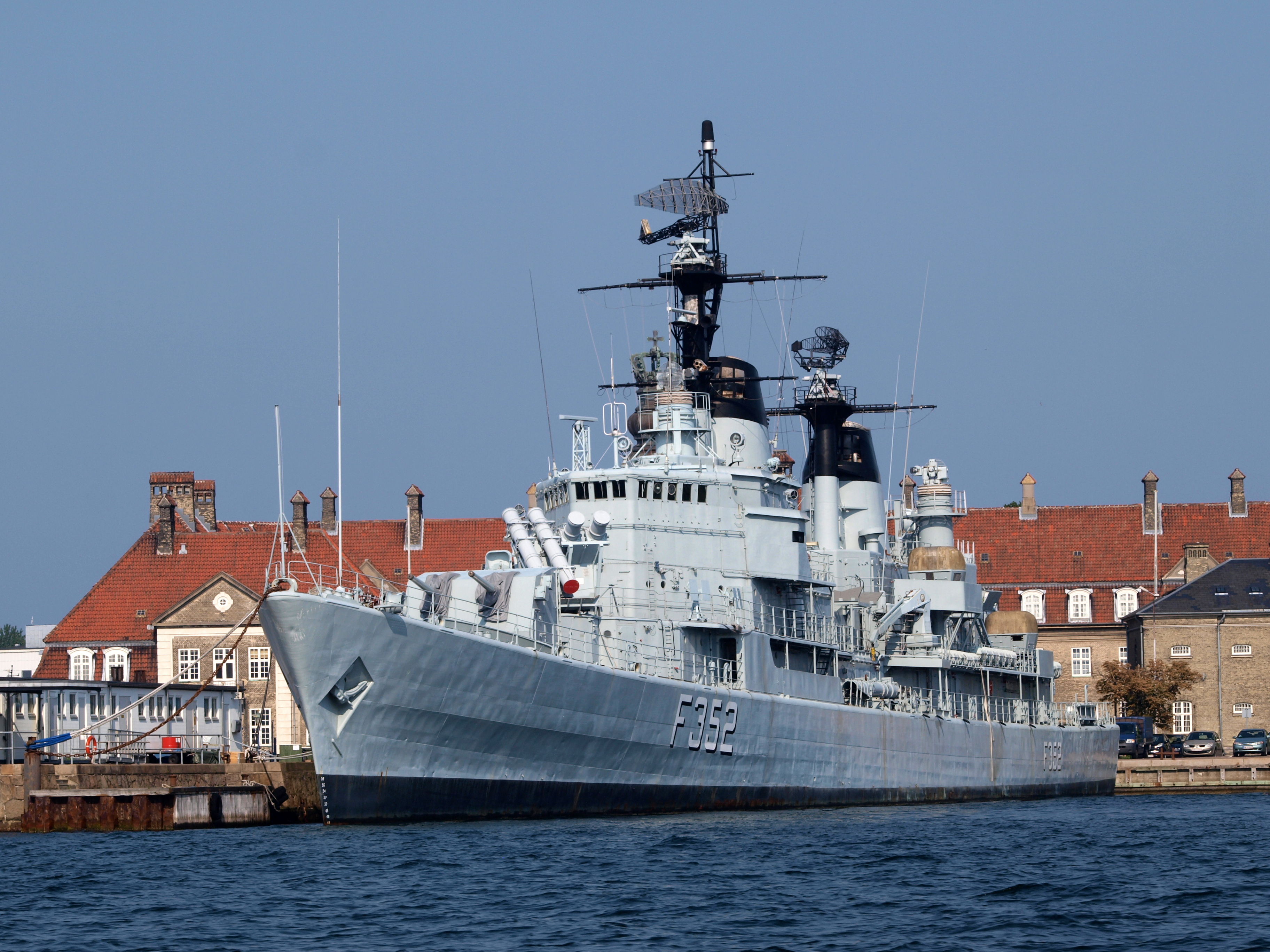
HDMS Peder Skram.
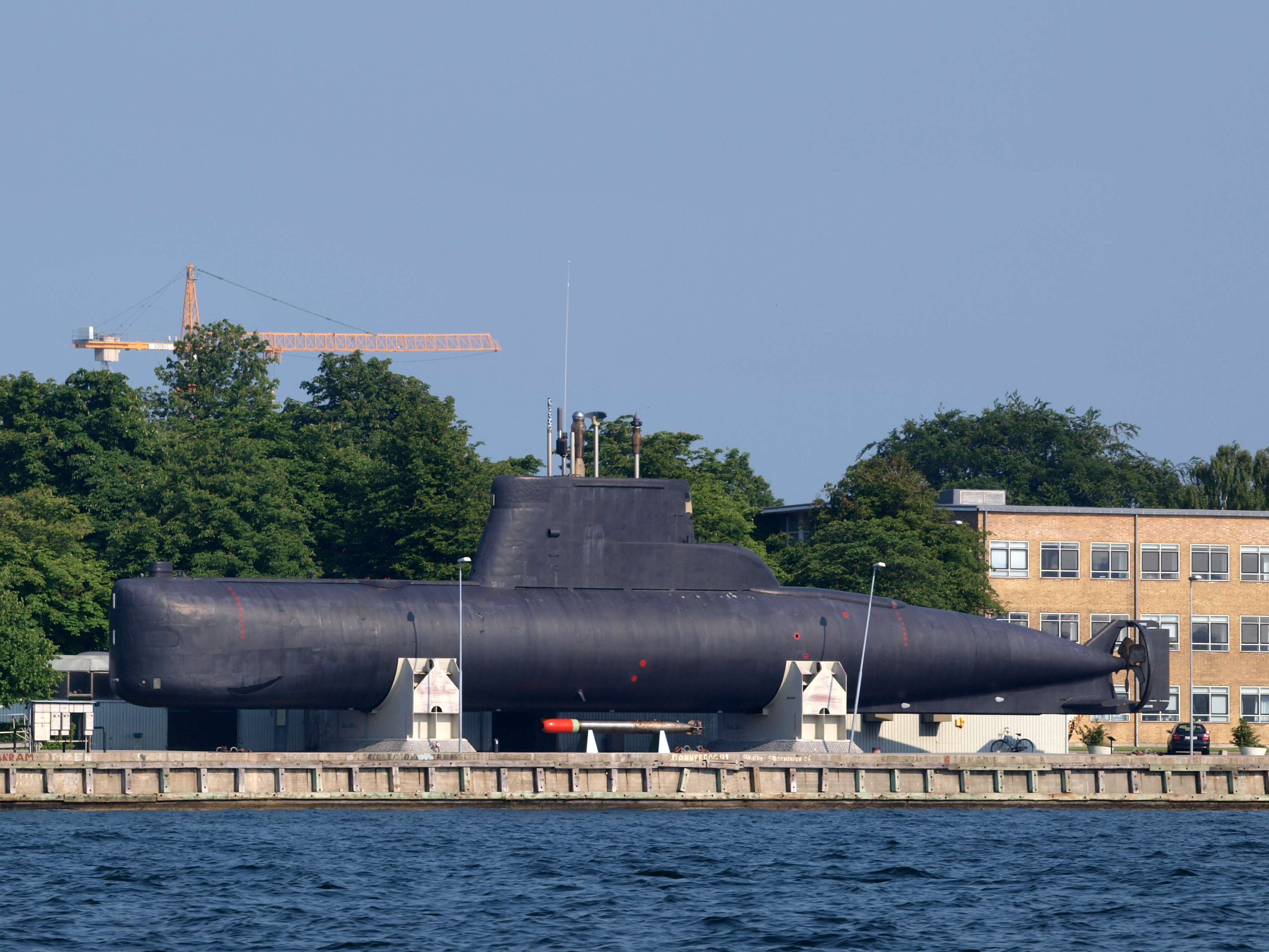
HDMS Sælen.
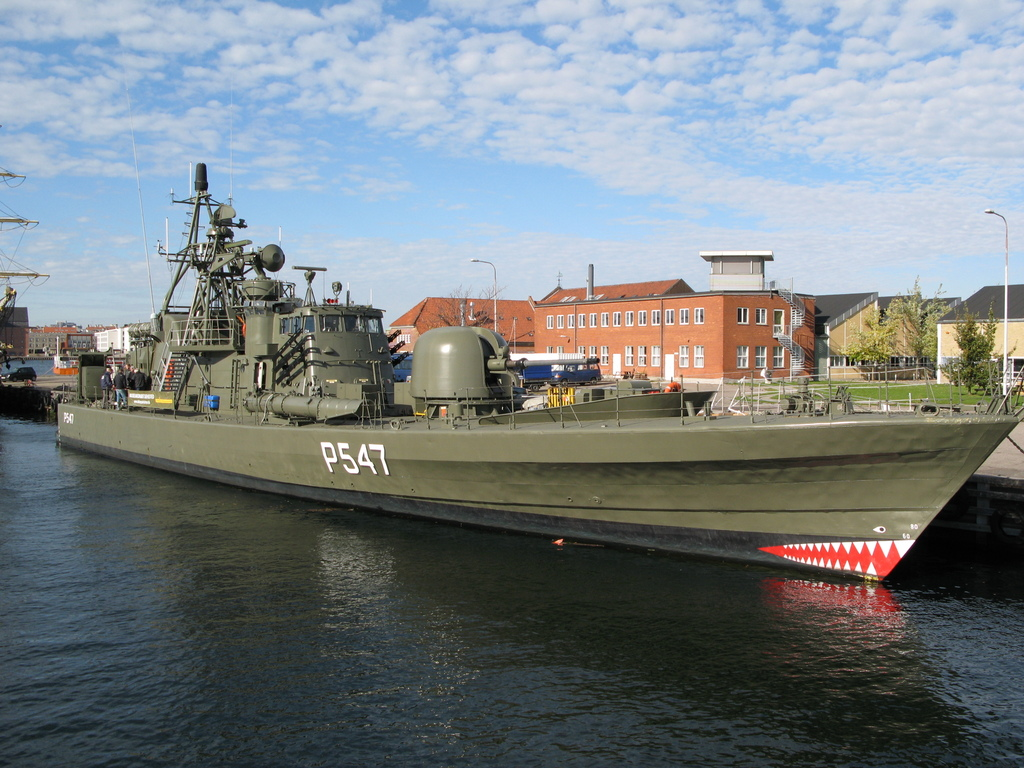
HDMS Sehested.